# Азербејџан на Светском првенству у атлетици у дворани 2016.
Азербејџан је учествовао на 16. Светском првенству у атлетици у дворани 2016. одржаном у Портланду од 17. до 20. марта, једанаести пут. Репрезентацију Азербејџана представљао је један атлетичар, који се такмичио у троскоку.,
На овом првенству Азербејџан није освојио ниједну медаљу, нити је било нових рекорда.
У табели успешности према броју и пласману такмичара који су учествовали у финалним такмичењима (првих 8 такмичара) Азербејџан је са 1 учесником у финалу делио 51. место са 1 бода.
| Пл.  | Земља      | 1. место | 2. место | 3. место | 4. место | 5. место | 6. место | 7. место | 8. место | Бр. фин. | Бод. |
| ---- | ---------- | -------- | -------- | -------- | -------- | -------- | -------- | -------- | -------- | -------- | ---- |
| =51. | Азербејџан | 0        | 0        | 0        | 0        | 0        | 0        | 0        | 1        | 1        | 1    |

## Учесници
Мушкарци:
- Назим Бабајев — Троскок

## Резултати

### Мушкарци
У техничким дисциплинама није било квалификација и сви учесници су учествовали у финалу.
| Атлетичар     | Дисциплина | Лични рекорд | Финале   | Финале | Детаљи |
| Атлетичар     | Дисциплина | Лични рекорд | Резултат | Место  | Детаљи |
| ------------- | ---------- | ------------ | -------- | ------ | ------ |
| Назим Бабајев | троскок    | 16,50        | 16,43    | 8 / 16 |        |